# Apenesia
Apenesia (лат. ) — род ос-бетилид из надсемейства Chrysidoidea (Bethylidae, Hymenoptera).

## Распространение
Встречаются повсеместно.

## Описание
Мелкие и среднего размера осы-бетилиды. Отличаются широкой головой (она шире, чем мезосома), короткими усиками и щупиками, длинными мандибулами, наличник превосходит торули на лбу. Нижнечелюстные щупики 4-члениковые, а нижнегубные состоят из 3 сегментов. Метанотум крупный, выше мезоскутума. Усики 12-члениковые. Оцеллии у самок отсутствуют, а их глаза и крылья редуцированы. Паразитоиды жуков, обитающих в мёртвой древесине или семенах.

## Классификация
Около 50 видов. Ранее включал более 190 видов из скрытых сиблинговых родов (Acrenesia, Austranesia, Cleistepyris, Dracunesia, Eleganesia, Epynesia и Pristonesia).
Род был впервые выделен в 1874 году, а его валидный статус подтверждён и уточнён в ходе ревизии, проведённой в 2018 и 2020-х годах бразильскими энтомологами Isabel D.C.C. Alencar, Magno S. Ramos и Celso O. Azevedo. Apenesia включён в подсемейство Pristocerinae и близок к родам Dissomphalus и Pseudisobrachium (Pristocerinae).
- Apenesia amazonica Westwood, 1874
- Apenesia amoena Evans, 1963
- Apenesia bicolor Vargas & Terayama, 2002
- Apenesia chontalica Westwood, 1881
- Apenesia conradti Kieffer, 1910
- Apenesia delicata Evans, 1963
- Apenesia dominica Evans, 1963
- Apenesia flavipes Cameron, 1888
- Apenesia formosa Vargas & Terayama, 2002
- Apenesia laevigata (Evans, 1958)
- Apenesia levis Kieffer, 1904
- Apenesia leytensis (Terayama, 1995)
  - =Neoapenesia leytensis Terayama
- Apenesia makiharai (Sawada, Terayama & Mita)
- Apenesia malaitensis Brues, 1918
- Apenesia miki (Terayama, 2004)
  - =Archaeopristocera miki Terayama
- Apenesia modesta (Smith, 1864)
- Apenesia nigra Kieffer, 1904
- Apenesia parasitica (Smith, 1865)
- Apenesia perlonga Corrêa & Azevedo, 2006
- Apenesia proxima Kieffer, 1904
- Apenesia punctata Kieffer, 1904
- Apenesia sahyadrica Azevedo & Waichert[6]
- Apenesia singularis Azevedo & Waichert, 2006
- Apenesia sjostedti (Tullgren, 1904)
  - =Aeluroides sjostedti Tullgren
- Apenesia substriata Kieffer, 1904
- Apenesia unicolor Kieffer, 1904
- Apenesia vaurieorum Evans, 1969

- Дополнение (2020): Apenesia amenula; A. aniela; A. azeda; A. beliella; A. berela; A. bifiela; A. celiela; A. chandela; A. cila; A. colombela; A. elela; A. esila; A. eura; A. farela; A. gabela; A. girena; A. goela; A. itoiela; A. joela; A. juliela; A. kelsiela[2].